# Tune my love
「tune my love 」（チューン・マイ・ラブ）は、丹下桜の3作目のシングルである。1997年7月24日にKONAMIから発売された。

## 概要
- 3ヶ月連続シングルリリースの第2弾。

## 収録曲
1. tune my love [4:39]
  - 作詞: 丹下桜、作曲：ながつきまろん、編曲：田辺恵二
  - ニッポン放送ラジオドラマ「2010年ラジオの旅 アンドロイドアナMAICO2010」エンディングテーマ
2. コズミック・ラプソディー [4:59]
  - 作詞：田辺智沙、作曲：原田真二、編曲：田辺恵二
  - ニッポン放送ラジオドラマ「2010年ラジオの旅 アンドロイドアナMAICO2010」イメージソング
3. tune my love（karaoke） [4:39]
4. コズミック・ラプソディー（karaoke） [4:54]